# Libertà economica del mondo
Libertà Economica del Mondo (in inglese Economic Freedom of the World) è un indice annuale pubblicato dal think tank canadese libertario Fraser Institute. L'indagine tenta di misurare il livello di libertà economica nelle nazioni del mondo. È stato utilizzato in studi e revisioni paritarie, una parte di queste hanno individuato una serie di effetti benefici di una maggiore libertà economica.

## Metodo
I partecipanti alle conferenze che hanno portato alla creazione di questo indice hanno raggiunto un consenso sul fatto che i cardini della libertà economica siano: scelta personale piuttosto che scelta collettiva, scambio volontario coordinato dai mercati piuttosto che allocazione attraverso il processo politico, libertà di entrare e competere nei mercati, protezione delle persone e delle loro proprietà dall'aggressione di altri.
L'indice misura: dimensioni del governo (spese, tasse e imprese, struttura legale), sicurezza dei diritti di proprietà, accesso al denaro, libertà di commercio internazionale e regolamentazione del credito, del lavoro e delle imprese. Il rapporto utilizza 42 variabili distinte, con dati presi ad esempio dalla Banca mondiale, per misurare ciò. Alcuni esempi: aliquote fiscali, livello di indipendenza giuridica, tassi di inflazione, costi di importazione e prezzi regolamentati. A ciascuna delle 5 aree di cui sopra è assegnato lo stesso peso nel punteggio finale.

## Ricerche

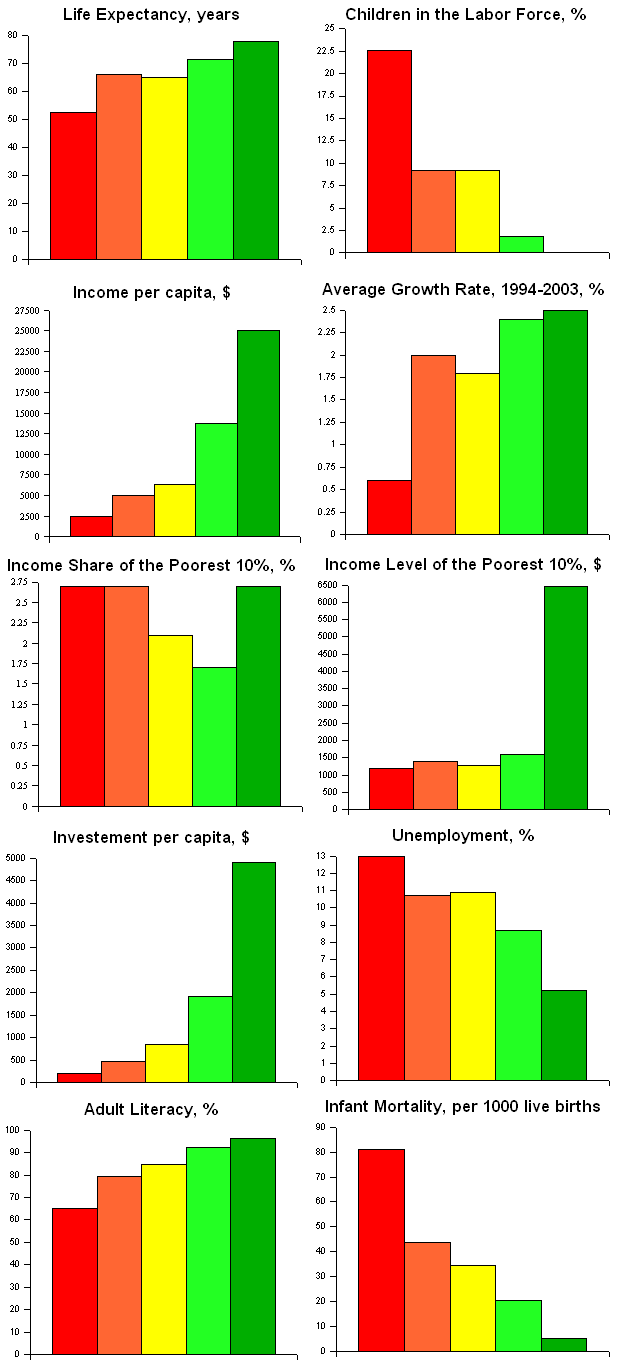
Carta che mostra la correlazione tra libertà economica ed altri fattori (le barre verdi indicano maggiore libertà economica, quelle rosse minore libertà economica)

### Correlazioni
Sia questo indice che quello del Wall Street Journal mostrano la tendenza dei Paesi classificati come più liberi economicamente ad avere redditi pro capite più elevati, una felicità media maggiore, un reddito più elevato del 10% della popolazione più povera, una maggiore aspettativa di vita, una maggiore alfabetizzazione, una minore mortalità infantile, un maggiore accesso alle fonti d'acqua e una minore corruzione. La percentuale di reddito che va al 10% più povero è la stessa sia per i paesi più che per quelli economicamente meno liberi.
Le persone che vivono nel primo quinto della classifica dei Paesi più liberi godono di un reddito medio di $23.450 e un tasso di crescita negli anni '90 del 2,56% all'anno; al contrario, il quinto più in basso nella classifica ha avuto un reddito medio di $2.556 e un tasso di crescita del -0,85% negli anni '90. Il 10% più povero della popolazione ha un reddito medio di $728 nei paesi meno liberi rispetto ad oltre $7.000 nei paesi più liberi. L'aspettativa di vita delle persone che vivono nelle nazioni più libere economicamente è di 20 anni più lunga rispetto alle persone nei paesi meno liberi.
Una maggiore libertà economica, misurata sia dall'indice Heritage che da quello dell'Istituto Fraser, è fortemente correlata alla maggiore felicità auto-dichiarata. La libertà economica risulta essere circa 54 volte più efficace della democrazia (misurata dall'indice di democrazia) nel diminuire i conflitti violenti.
Per quanto riguarda la salute ambientale, gli studi non hanno riscontrato alcun effetto positivo o negativo. Più importante, in questo, potrebbe essere la curva di Kuznets.

### Influenza
L'Indice della libertà economica del mondo è stato più ampiamente utilizzato rispetto a qualsiasi altra misura di libertà economica, a causa della sua copertura di un periodo di tempo più lungo. Nel 2016 il rapporto è stato citato in 412 riviste di ricerca indipendenti.

### Critiche
Alcuni studiosi sostengono che le relazioni tra libertà economica e crescita economica non siano così forti, altri che il processo per stabilire la libertà economica usato per questo indice sia arbitrario, altri che i Paesi più liberi e deregolamentati economicamente abbiano sofferto di più nella crescita della produzione durante la crisi finanziaria della fine degli anni 2000.

## Classifica
Classifica dei Paesi per il 2022 secondo il report del 2024:
| Posizione | Stato                    | Punteggio complessivo (su scala da 0 a 10) |
| --------- | ------------------------ | ------------------------------------------ |
| 1         | Hong Kong                | 8.58                                       |
| 2         | Singapore                | 8.55                                       |
| 3         | Svizzera                 | 8.43                                       |
| 4         | Nuova Zelanda            | 8.39                                       |
| 5         | USA                      | 8.09                                       |
| 6         | Danimarca                | 8.02                                       |
| 6         | Irlanda                  | 8.02                                       |
| 8         | Canada                   | 7.99                                       |
| 9         | Lussemburgo              | 7.98                                       |
| 9         | Australia                | 7.98                                       |
| 11        | Giappone                 | 7.90                                       |
| 12        | Regno Unito              | 7.88                                       |
| 13        | Finlandia                | 7.87                                       |
| 14        | Islanda                  | 7.84                                       |
| 15        | Malta                    | 7.82                                       |
| 16        | Germania                 | 7.80                                       |
| 17        | Mauritius                | 7.79                                       |
| 18        | Paesi Bassi              | 7.74                                       |
| 19        | Taiwan                   | 7.71                                       |
| 20        | Estonia                  | 7.67                                       |
| 21        | Georgia                  | 7.66                                       |
| 22        | Repubblica Ceca          | 7.65                                       |
| 23        | Panama                   | 7.62                                       |
| 23        | Austria                  | 7.62                                       |
| 25        | Svezia                   | 7.61                                       |
| 26        | Costa Rica               | 7.60                                       |
| 27        | Portogallo               | 7.59                                       |
| 28        | Norvegia                 | 7.58                                       |
| 29        | Malaysia                 | 7.56                                       |
| 30        | Spagna                   | 7.54                                       |
| 31        | Cipro                    | 7.53                                       |
| 32        | Corea del Sud            | 7.52                                       |
| 32        | Lettonia                 | 7.52                                       |
| 34        | Baharein                 | 7.51                                       |
| 34        | Lituania                 | 7.51                                       |
| 36        | Armenia                  | 7.49                                       |
| 36        | Francia                  | 7.49                                       |
| 38        | Albania                  | 7.48                                       |
| 39        | Cile                     | 7.45                                       |
| 39        | Guatemala                | 7.45                                       |
| 41        | Israele                  | 7.44                                       |
| 42        | Belgio                   | 7.42                                       |
| 43        | Perù                     | 7.41                                       |
| 43        | Romania                  | 7.41                                       |
| 45        | Emirati Arabi Uniti      | 7.39                                       |
| 45        | Slovacchia               | 7.39                                       |
| 47        | Capo Verde               | 7.37                                       |
| 48        | Giordania                | 7.33                                       |
| 49        | Repubblica Dominicana    | 7.32                                       |
| 49        | Giamaica                 | 7.32                                       |
| 51        | Italia                   | 7.22                                       |
| 52        | Bulgaria                 | 7.16                                       |
| 53        | Montenegro               | 7.15                                       |
| 54        | Slovenia                 | 7.14                                       |
| 55        | Ungheria                 | 7.12                                       |
| 56        | Croazia                  | 7.07                                       |
| 57        | Uruguay                  | 7.04                                       |
| 58        | Arabia Saudita           | 7.03                                       |
| 59        | El Salvador              | 7.01                                       |
| 59        | Filippine                | 7.01                                       |
| 61        | Brunei                   | 6.99                                       |
| 62        | Seychelles               | 6.98                                       |
| 62        | Paraguay                 | 6.68                                       |
| 64        | Indonesia                | 6.96                                       |
| 65        | Messico                  | 6.94                                       |
| 65        | Thailandia               | 6.94                                       |
| 67        | Honduras                 | 6.92                                       |
| 68        | Kazakistan               | 6.89                                       |
| 69        | Mongolia                 | 6.86                                       |
| 70        | Polonia                  | 6.85                                       |
| 70        | Gambia                   | 6.85                                       |
| 70        | Cambogia                 | 6.85                                       |
| 70        | Grecia                   | 6.85                                       |
| 74        | Kenya                    | 6.82                                       |
| 75        | Barbados                 | 6.91                                       |
| 76        | Uganda                   | 6.75                                       |
| 77        | Macedonia del Nord       | 6.74                                       |
| 78        | Qatar                    | 6.71                                       |
| 79        | Serbia                   | 6.70                                       |
| 80        | Botswana                 | 6.67                                       |
| 81        | Bahamas                  | 6.65                                       |
| 81        | Sudafrica                | 6.65                                       |
| 83        | Trinidad e Tobago        | 6.64                                       |
| 84        | India                    | 6.58                                       |
| 85        | Brasile                  | 6.56                                       |
| 86        | Colombia                 | 6.54                                       |
| 86        | Nepal                    | 6.54                                       |
| 88        | Kirghizistan             | 6.53                                       |
| 89        | Moldavia                 | 6.49                                       |
| 90        | Tajikistan               | 6.46                                       |
| 90        | Marocco                  | 6.46                                       |
| 92        | Kuwait                   | 6.45                                       |
| 92        | Ruanda                   | 6.45                                       |
| 94        | Nicaragua                | 6.42                                       |
| 95        | Oman                     | 6.40                                       |
| 95        | Tanzania                 | 6.40                                       |
| 97        | Benin                    | 6.26                                       |
| 98        | Bhutan                   | 6.24                                       |
| 99        | Vietnam                  | 6.23                                       |
| 99        | Namibia                  | 6.23                                       |
| 99        | Gibuti                   | 6.23                                       |
| 102       | Bosnia ed Erzegovina     | 6.22                                       |
| 103       | Zambia                   | 6.17                                       |
| 104       | Ecuador                  | 6.14                                       |
| 104       | Cina                     | 6.14                                       |
| 106       | Bolivia                  | 6.11                                       |
| 107       | Togo                     | 6.07                                       |
| 108       | Papua Nuova Guinea       | 6.02                                       |
| 109       | Belize                   | 6.00                                       |
| 110       | Senegal                  | 5.99                                       |
| 110       | Figi                     | 5.99                                       |
| 112       | Bielorussia              | 5.98                                       |
| 113       | Nigeria                  | 5.96                                       |
| 113       | Lesotho                  | 5.96                                       |
| 113       | Ghana                    | 5.96                                       |
| 116       | Somalia                  | 5.95                                       |
| 116       | Madagascar               | 5.95                                       |
| 118       | Tunisia                  | 5.94                                       |
| 119       | Russia                   | 5.93                                       |
| 120       | Mauritania               | 5.91                                       |
| 121       | Burkina Faso             | 5.90                                       |
| 122       | Costa d'Avorio           | 5.89                                       |
| 123       | Sri Lanka                | 5.87                                       |
| 124       | Liberia                  | 5.87                                       |
| 125       | Laos                     | 5.86                                       |
| 125       | Mozambico                | 5.86                                       |
| 127       | Bangladesh               | 5.85                                       |
| 128       | Haiti                    | 5.80                                       |
| 128       | Azerbaigian              | 5.80                                       |
| 130       | Timor Est                | 5.77                                       |
| 131       | Niger                    | 5.70                                       |
| 132       | Guinea                   | 5.63                                       |
| 132       | Mali                     | 5.63                                       |
| 134       | Pakistan                 | 5.62                                       |
| 135       | Camerun                  | 5.61                                       |
| 136       | Guyana                   | 5.60                                       |
| 137       | Sierra Leone             | 5.59                                       |
| 138       | Turchia                  | 5.57                                       |
| 139       | Comore                   | 5.56                                       |
| 140       | Malawi                   | 5.48                                       |
| 141       | Suriname                 | 5.46                                       |
| 142       | Swaziland                | 5.42                                       |
| 143       | Egitto                   | 5.36                                       |
| 144       | Libano                   | 5.35                                       |
| 145       | Guinea Bissau            | 5.32                                       |
| 146       | Gabon                    | 5.28                                       |
| 147       | Iraq                     | 5.25                                       |
| 148       | Etiopia                  | 5.24                                       |
| 149       | Burundi                  | 5.22                                       |
| 150       | Ucraina                  | 5.12                                       |
| 151       | Ciad                     | 5.05                                       |
| 152       | RD del Congo             | 5.02                                       |
| 153       | Repubblica Centrafricana | 4.92                                       |
| 154       | Repubblica del Congo     | 4.89                                       |
| 155       | Angola                   | 4.79                                       |
| 156       | Yemen                    | 4.68                                       |
| 157       | Libia                    | 4.65                                       |
| 158       | Iran                     | 4.63                                       |
| 159       | Argentina                | 4.46                                       |
| 160       | Myanmar                  | 4.54                                       |
| 161       | Algeria                  | 4.46                                       |
| 162       | Siria                    | 4.28                                       |
| 163       | Sudan                    | 4.11                                       |
| 164       | Zimbabwe                 | 3.53                                       |
| 165       | Venezuela                | 3.02                                       |